# Coca-Cola

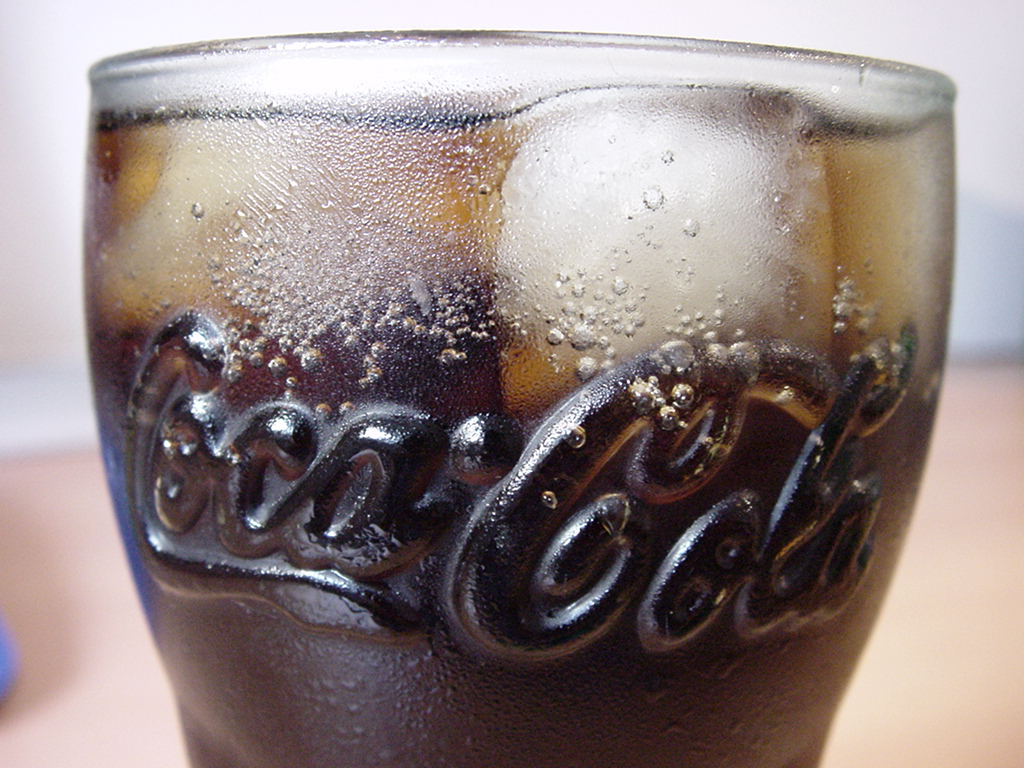
cốc Coca-Cola với đá

Coca-Cola (hay còn gọi là Coca, cola ,Coke) là một thương hiệu nước ngọt có ga chứa nước cacbon dioxide bão hòa được sản xuất bởi Công ty Coca-Cola. Coca-Cola được điều chế bởi dược sĩ John Pemberton vào cuối thế kỷ XIX với mục đích ban đầu là trở thành một loại biệt dược. Tuy nhiên, doanh nhân người Mỹ Asa Griggs Candler sau đó đã mua lại công thức loại thuốc uống này, và bằng những chiến thuật tiếp thị thông minh, ông đã đưa Coca-Cola trở thành một trong những sản phẩm dẫn đầu thị trường nước ngọt có ga trong thế kỷ XX. Tên của Coca-Cola bắt nguồn từ hai thành phần nguyên bản của thức uống này: hạt côla (chứa nhiều caffein) và lá cây côca. Hiện nay, công thức Coca-Cola vẫn còn là một bí mật thương mại, và chỉ có một số ít công nhân giấu tên biết. Mặc dù vậy, nhiều công thức thử nghiệm khác nhau đã được công bố rộng rãi.
Công ty Coca-Cola sẽ chịu trách nhiệm sản xuất phần chất lỏng cô đặc. Phần nước này sau đó sẽ được bán cho các nhà máy đóng chai Coca-Cola có giấy phép kinh doanh trên khắp thế giới. Các nhà máy này đã có hợp đồng độc quyền theo từng khu vực với công ty, và sẽ tiếp tục hoàn thành sản phẩm bằng cách đóng lon hoặc chai đựng chất cô đặc kèm với nước đã qua xử lý và các chất tạo ngọt.Một lon Coca-Cola 1.2 oz cơ bản ở Mỹ (tức lon 350 ml) có thể chứa tới 38 gram (tức 1,3 oz) đường (thường ở dưới dạng đường HFCS). Các loại Coca-Cola đóng chai sau đó sẽ được bày bán phân phối và vận chuyển tới các cửa hàng bán lẻ, nhà hàng và máy bán hàng tự động trên toàn thế giới. Công ty Coca-Cola ngoài ra cũng bán phần cô đặc trong các thùng chứa nước ngọt tại các nhà phân phối dịch vụ thực phẩm và các nhà hàng lớn.
Công ty Coca-Cola đã giới thiệu nhiều loại sản phẩm dưới thương hiệu Coke. Một trong những sản phẩm nổi tiếng trong số này là Diet Coke Ngoài ra còn có thể kể tới Caffeine-Free Coca-Cola, Caffeine-Free Diet Coke, Coca-Cola Cherry, Coca-Cola Zero, Coca-Cola Vanilla, Coca-Cola Plus và các phiên bản đặc biệt có vị chanh tây, chanh và cà phê. Vào năm 2013,các sản phẩm Coke đã được phân phối tại hơn 200 quốc gia trên toàn thế giới. Dựa trên nghiên cứu về "thương hiệu toàn cầu tốt nhất" năm 2015 của Interbrand, Coca-Cola xếp thứ ba về mức độ giá trị thương hiệu và thương mại.

### Nguồn gốc ra đời

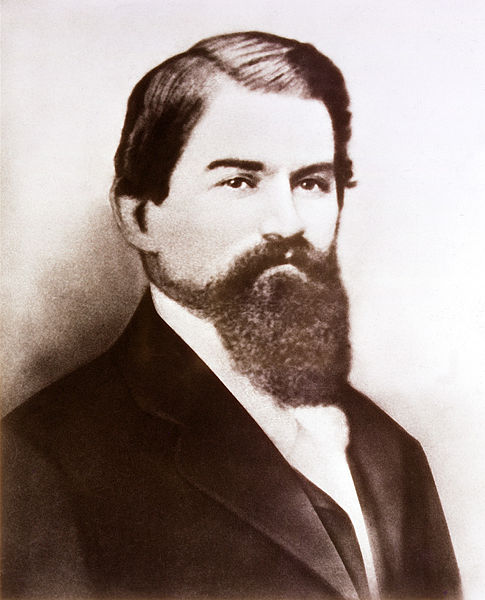
John Pemberton, người tạo ra Coca-Cola

### Thế kỷ XX

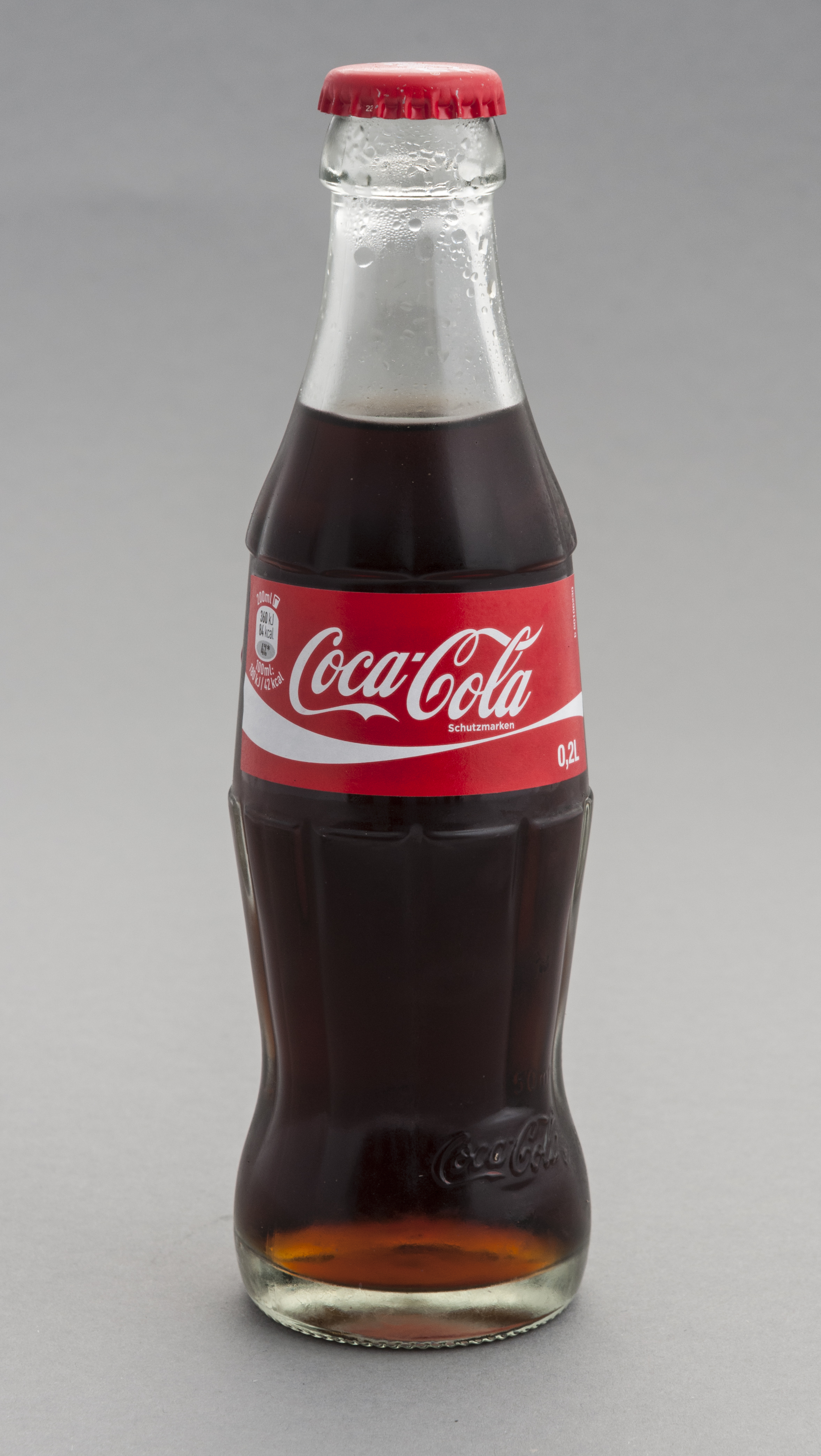
Coca-Cola chai thủy tinh

## Quảng cáo và tiếp thị

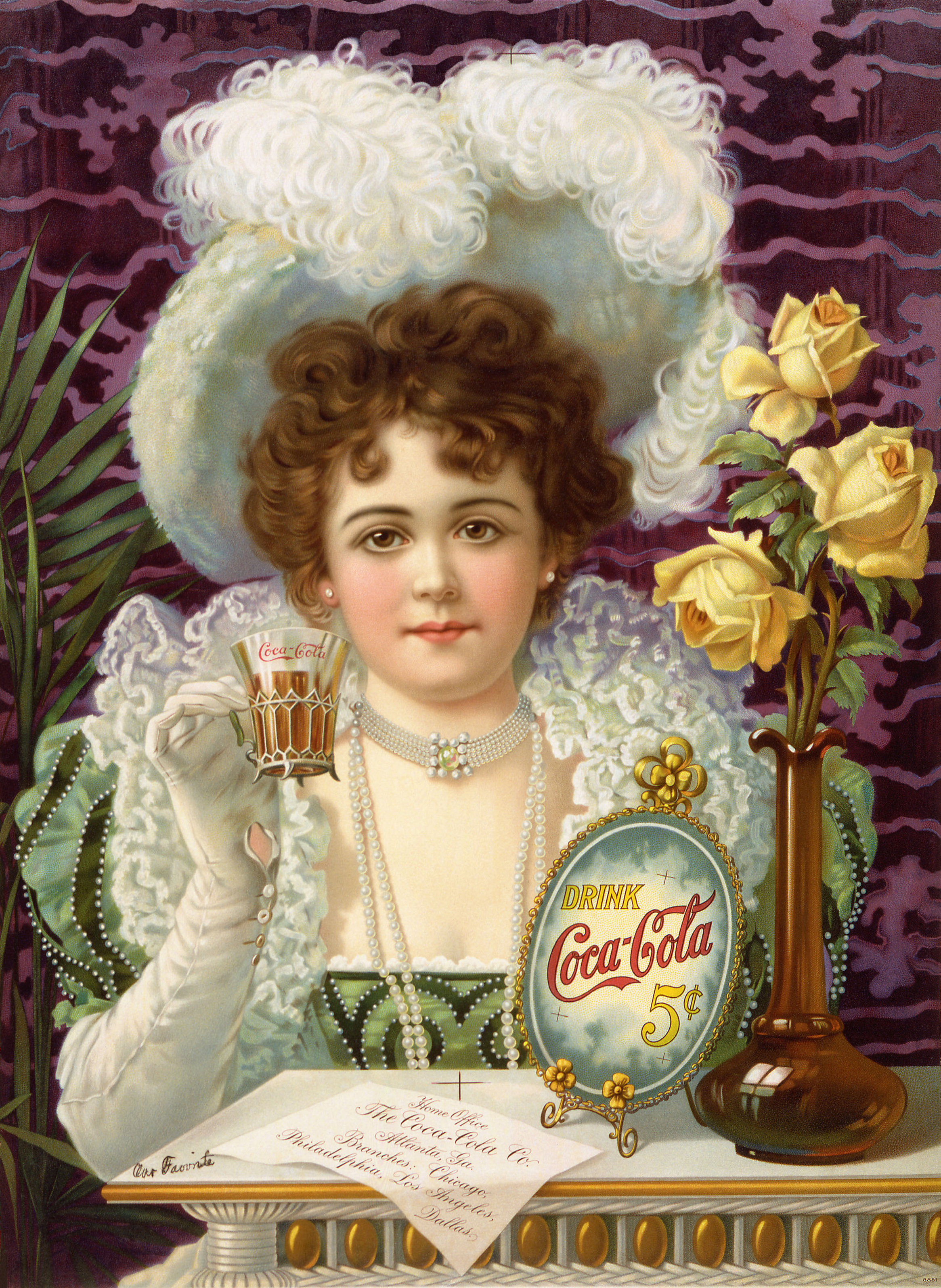
"Uống Coca Cola giá 5 xu", quảng cáo Coca Cola năm 1890

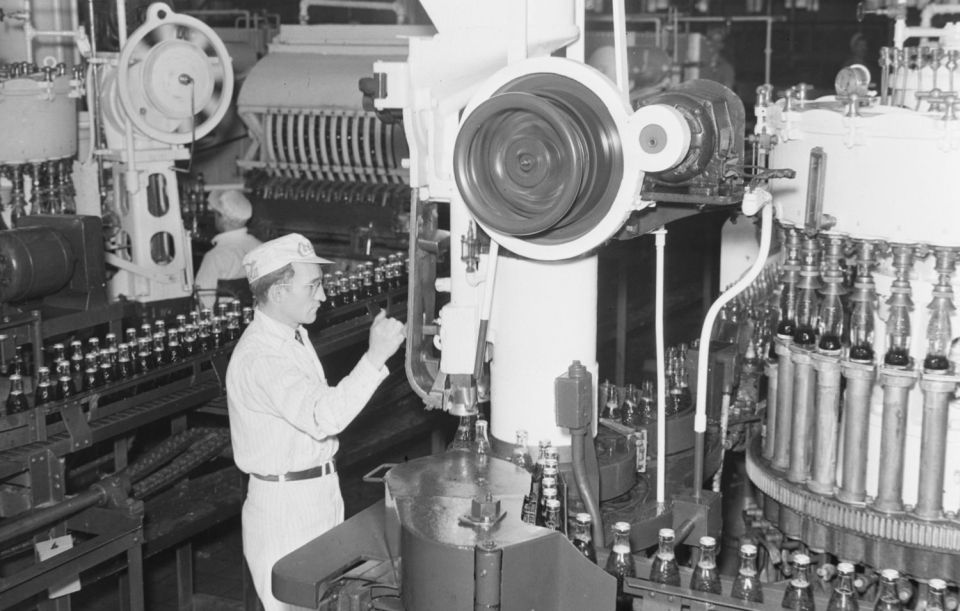
Coca-Cola nhà máy đóng chai. Ngày 8 tháng 1 năm 1941, Montréal, Canada.

## Lịch sử